# Gaston de Pret Roose de Calesberg
Gaston Arnold Honoré de Pret Roose de Calesberg (Antwerpen, 22 september 1839 - Reading (Verenigd Koninkrijk), 12 augustus 1918) was een Belgisch politicus voor de Katholieke Partij.

## Biografie

### Familie
De familie De Pret Roose de Calesberg ontving haar eerste adelserkenning in 1712. Jacques de Pret Roose de Calesberg, grootvader van Gaston, kreeg onder het Verenigd Koninkrijk der Nederlanden adelsbevestiging in 1816. Jonkheer Gaston de Pret was een zoon van Jacques-Joseph de Pret (1802-1891) en Eulalie Thuret (1807-1869).
Hij trouwde in 1862 in Antwerpen met Marie-Pauline Moretus (1841-1863), kleindochter van baron Ferdinand du Bois, en in tweede huwelijk in 1865 in Antwerpen met Claire Geelhand (1844-1915). Uit het eerste bed was er een dochter die overleed bij de geboorte, samen met de moeder. Uit het tweede huwelijk kwamen drie zoons en een dochter, van wie nageslacht tot heden.
- Anatole de Pret Roose de Calesberg (1866-1919), erfde de grafelijke titel van zijn vader, trouwde in 1890 in Parijs met Guillemette Fournier de Pellan (1869-1890). Het huwelijk bleef kinderloos. Hij hertrouwde in 1892 in Antwerpen met Hélène de Caters (1871-1962), achterkleindochter van Petrus Jozef de Caters.
- Jacqueline de Pret Roose de Calesberg (1867-1900), trouwde in 1888 in Antwerpen met baron Thierry Snoy et d'Oppuers (1862-1930), burgemeester van Ophain-Bois-Seigneur-Isaac en senator, zoon van Idesbalde Snoy et d'Oppuers, provincieraadslid van Brabant. Ze kregen drie dochters, met afstammelingen tot heden.
- Joseph de Pret Roose de Calesberg (1876-1962), verkreeg in 1919 de titel graaf, overdraagbaar bij eerstgeboorte, trouwde in 1901 in Brussel met gravin Geneviève de Spoelberch (1877-1951), dochter van burggraaf Adolphe de Spoelberch, brouwer en provincieraadslid van Brabant. Ze kregen twee zoons en twee dochters, met afstammelingen tot heden, onder wie graaf Arnoud de Pret Roose de Calesberg.

Hij verkreeg in 1890 de titel graaf, overdraagbaar bij eerstgeboorte.
Hij was een schoonbroer van Edgard de Kerchove d'Ousselghem, burgemeester van Bellem en Landegem, provincieraadslid van Oost-Vlaanderen en senator.

### Loopbaan
Van 1870 tot 1895 was De Pret Roose de Calesberg gemeenteraadslid en van 1884 tot 1893 burgemeester van Schoten. In 1884 werd hij verkozen tot senator voor het arrondissement Antwerpen, een mandaat dat hij uitoefende tot in 1900. 
Hij was verder ook nog:
- voorzitter van de tuinbouwafdeling op de Wereldtentoonstelling te Antwerpen, 1885,
- bestuurder van de Koninklijke Kunstacademie van Antwerpen, 1886-1914,
- voorzitter van de Landbouwvereniging van het Noorden, 1886-1889,
- lid van het uitvoerend comité van de Wereldtentoonstelling in Antwerpen, 1894,
- voorzitter van het Dispensarium tegen de tuberculose in Antwerpen,
- bestuurder van de cellengevangenis in Antwerpen.

Bij het uitbreken van de Eerste Wereldoorlog vluchtte hij met zijn gezin naar Engeland, waar hij en zijn vrouw voor het einde van de oorlog overleden.